# Black Moshannon State Park Family Cabin District
Ne doit pas être confondu avec Black Moshannon State Park Day Use District.
Le Black Moshannon State Park Family Cabin District est un district historique dans le comté de Centre, en Pennsylvanie, aux États-Unis. Situé au sein du parc d'État de Black Moshannon, ce district emploie le style rustique du National Park Service. Il est inscrit au Registre national des lieux historiques depuis le 12 février 1987.